# Georgie Abrams
Georgie Abrams est un boxeur américain né le 11 novembre 1918 à Roanoke, Virginie, et mort le 30 juin 1994 à Las Vegas, Nevada. 
Son deuxième prénom est Freedom (liberté) car il est né le même jour que l'Armistice de 1918.

## Carrière sportive
Après une brillante carrière de boxeur amateur marquée par 62 succès en 65 combats, un titre de champion des États-Unis et une victoire aux Golden Gloves des poids welters en 1937, Abrams passe dans les rangs professionnels la même année et remporte ses 17 premiers combats.
Il perd ensuite par KO contre Jimmy Jones mais prend sa revanche trois semaines plus tard puis bat des boxeurs renommés tels que Teddy Yarosz, Lou Brouillard et Billy Soose en 1939 et 1940.
Le 28 novembre 1941, Georgie Abrams s'incline aux points face au champion du monde des poids moyens, Tony Zale, puis le 6 décembre 1946 contre Marcel Cerdan, au Madison Square Garden, devant 17000 spectateurs. Il met un terme à sa carrière en 1948 sur un bilan de 48 victoires, 10 défaites et 3 matchs nuls.